# (27148) 1998 YT2
1998 واي تي 2 (ويعرف أيضًا باسم (27148) 1998 واي تي 2 وفق تسمية الكوكب الصغير) (بالإنجليزية: 1998 YT2)‏ هو كويكب ضمن حزام الكويكبات؛ وترتيبه 27148 من حيث الاكتشاف.
اكتُشف هذا الجُرم الفلكي بواسطة OCA–DLR Asteroid Survey ‏ في 17 ديسمبر 1998.

## وصلات خارجية
- (27148) 1998 YT2 في قاعدة بيانات مختبر الدفع النفاث لأجرام النظام الشمسي الصغيرة

- الاكتشاف · مخطط المدار ·  العناصر المدارية · المعلمات المادية

- (27148) 1998 YT2 على موقع ويكي سكاي: DSS2, SDSS, GALEX, IRAS, Hydrogen α, X-Ray, Astrophoto, Sky Map, Articles and images